# تشارلز إتش. أبتون
تشارلز إتش. أبتون هو سياسي أمريكي، ولد في 23 أغسطس 1812 في سالم في الولايات المتحدة، وتوفي في 17 يونيو 1877 في جنيف في سويسرا. نشط حزبياً في الحزب الجمهوري. وقد انتخب عضو مجلس نواب الولايات المتحدة عن ولاية فرجينيا ‏ وانتخب عضو مجلس النواب الأمريكي ‏.